# Tamara Tippler
Tamara Tippler, född den 9 april 1991 i Rottenmann, är en österrikisk alpin skidåkare, som har specialiserat sig inom störtlopp och Super-G.
Tippler gjorde sin debut i världscupen den 2 december 2011 i Lake Louise, Kanada.
Hennes främsta merit är andraplatsen i Super-G i världscupen i Lake Louise den 6 december 2015.